# Suchá Belá, záver

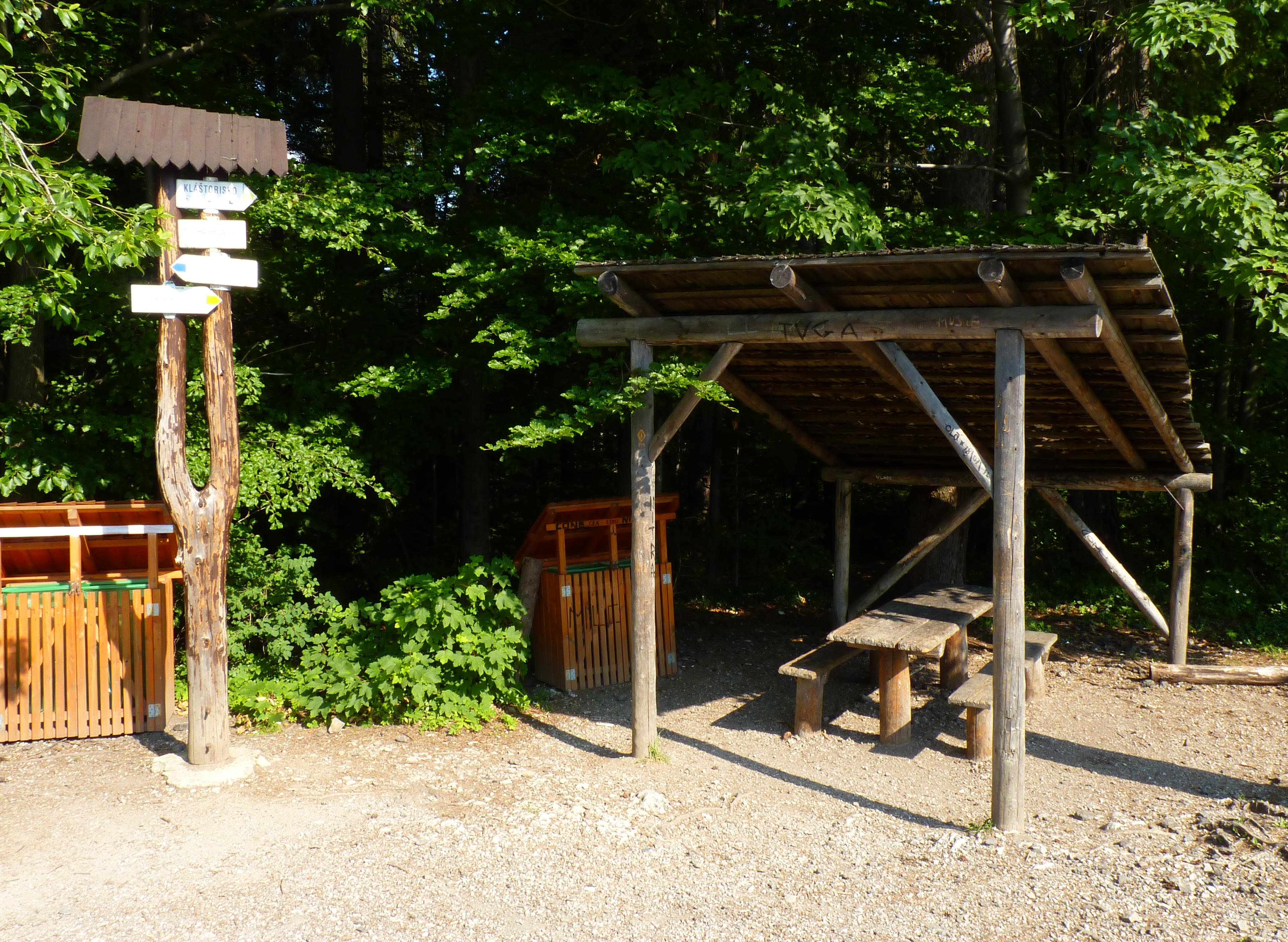
Wiata i rozdroże szlaków

Suchá Belá, záver – rozdroże szlaków turystycznych w Słowackim Raju, a także przełęcz (952 m) i polana. 
Znajduje się na płaskowyżu Glac między wierzchołkami 968 m i 986 m. Jest ważnym węzłem szlaków turystycznych. Trzy z nich to szlaki jednokierunkowe, którymi można dojść na przełęcz, ruch w przeciwnym kierunku jest zabroniony. Na niewielkiej polance na przełęczy znajduje się wiata. W sezonie turystycznym czynna jest wypożyczalnia rowerów i hulajnóg (kolobežky), na których można z przełęczy zjechać do Podlesoka.

## Szlaki turystyczne
jednokierunkowy: Podlesok – Suchá Belá – Suchá Belá, záver.  1.30 h.
  jednokierunkowy: Hrabušická Píla – Biela dolina – Stredné Piecky – Suchá Belá, záver.  1.50 h.
  jednokierunkowy: Kláštorisko – Kyseľ rázcestie – Malý Kyseľ – Suchá Belá, záver. 1.20 h
  Suchá Belá, záver – Nad Podlesokom. 20 min
  Suchá Belá, záver – Veľká Poľana. 25 min.